# Willi Schmalbach
Willi Andreas Schmalbach, geboren als Willi Andreas Schmalbauch, (* 17. Februar 1876 in Braunschweig; † 22. Juni 1929 ebenda) war ein deutscher Unternehmer. Er führte zusammen mit seinem Bruder Gustav ab 1904 die von deren Vater Andreas Schmalbauch 1898 in Braunschweig gegründete Firma J. A. Schmalbach fort.

## Leben
Willi war das älteste der drei Kinder der Eheleute Andreas und Johanne Schmalbauch, geb. Beste († 1923). Ihm folgte 1877 die Schwester Emma und 1880 der Bruder Gustav. Seine Lehre absolvierte Willi im Braunschweiger Modehaus E. F. Witting. Anschließend arbeitete er in Dresden und Berlin. 1899 rief ihn sein Vater nach Braunschweig zurück, um im wachsenden Familienunternehmen mitzuarbeiten.
Nachdem Andreas Schmalbauch nach kurzer Krankheit Anfang 1904 mit nur 53 Jahren verstorben war, übernahmen die beiden Söhne mit 28 (Willi) und 24 Jahren (Gustav) die Leitung des Unternehmens. Willi übernahm die kaufmännische, Gustav die produktionstechnische Leitung. Die Firma stellte um die Zeit des Ersten Weltkrieges in großem Maßstab selbst Konservendosen her, die wiederum an andere Unternehmen verkauft wurden. Um nicht nur ausschließlich von Saisonprodukten der Landwirtschaft abhängig zu sein, wurden neue Abnehmer für die Dosen gesucht, die schließlich in der Fleischwaren- und Fischindustrie gefunden wurden. Das Unternehmen wuchs dadurch überregional beträchtlich weiter.
Zusammen mit seinem Bruder war Willi bis 1927 Leiter der OHG, dann Alleingesellschafter und Geschäftsführer der GmbH. Gleichzeitig war er Aufsichtsratsvorsitzender der Union Blechwarenwerke, einer von ihm und anderen Unternehmern aus Braunschweig und Umgebung gegründeten Holding sowie Mitglied in zahlreichen Vorständen und Aufsichtsräten wie der Braunschweiger Schuberth-Werke und der Braunschweiger Niederlassung der Deutschen Bank.
Am 15. September 1904 heiratete Willi Schmalbauch Margarete Bösche, mit der er vier Kinder hatte.

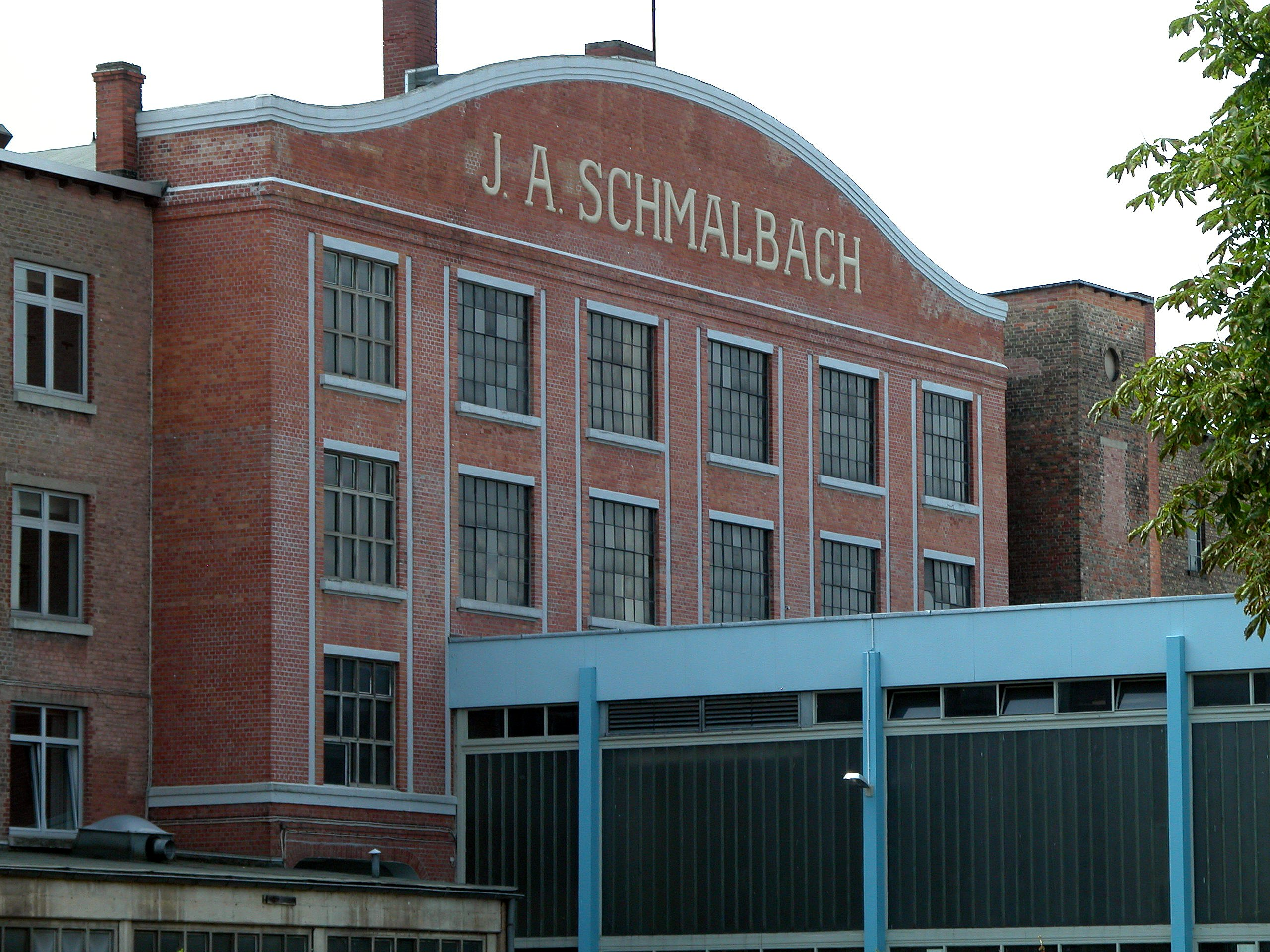
Fabrikgebäude Hamburger Straße mit dem Schriftzug „J.A. Schmalbach“.

## Namensänderung
Firmengründer Andreas Schmalbauch war bereits früh der Auffassung, dass sein Familienname dem Erfolg eines Unternehmens der Lebensmittelindustrie nicht förderlich sei und beantragte die Änderung. Diese erfolgte jedoch erst am 9. Mai 1913, neun Jahre nach seinem Tod, sodass erst seine Nachkommen den Namen „Schmalbach“ führen durften. Auch das Unternehmen wurde daraufhin umbenannt.
Anekdotisch überliefert ist folgende Begebenheit, die die Namensänderung maßgebend beeinflusst haben soll. Willy (sic!) Schmalbauch hielt sich in Ägypten auf, wo er sein Nierenleiden kurierte. Die im selben Hotel anwesende, ebenfalls nierenkranke Frau Oberamtmann Nehrkorn aus Riddagshausen sprach den wohlbeleibten Unternehmer Schmalbauch eines Tages mit den Worten an: Herr Schmalbauch, immer wenn ich Sie in den Speisesaal reinkommen sehe, denke ich: „Welch ein gutaussehender, stattlicher Herr. Nur der Name paßt ja nun wirklich nicht zu ihm.“
Willi Schmalbach starb am 22. Juni 1929, wie sein Vater im Alter von 53 Jahren, an einer Nierenkrankheit, unter der er bereits in seiner Jugend gelitten hatte. Das Unternehmen führte anschließend sein Bruder Gustav weiter, der aber knapp zwei Jahre darauf mit nur 51 Jahren ebenfalls verstarb.

## Ehrungen
- Die Technische Hochschule Braunschweig verlieh Willi Schmalbach am 24. Oktober 1928[8] die Ehrendoktorwürde „wegen hervorragender Verdienste um die Förderung der braunschweigischen Wirtschaft“.[9]
- Zu Ehren der Familie Schmalba(u)ch wurde die „Schmalbach-Straße“ im Norden Braunschweigs nach ihr benannt.